# Andrej Vlasov
Andrej Andrejevitsj Vlasov (Russisch: Андрей Андреевич Власов) (Lomakino, 14 september 1901 - Moskou, 1 augustus 1946) was een Russisch generaal, die eerst in het Rode Leger diende en zich tijdens de Tweede Wereldoorlog tegen het regime van Stalin keerde door zich aan het hoofd te stellen van het met Duitse steun gevormde Russisch Bevrijdingsleger (ROA).

## Jeugd en carrière in het Rode Leger
Vlasov, een zoon uit een boerengezin, studeerde na de lagere school aan een Russisch-orthodox seminarium, waar hij in 1917 zijn diploma behaalde. In 1919, tijdens de Russische Burgeroorlog, sloot hij zich aan bij het Rode Leger, omdat de communisten vrede, brood en land beloofden. Binnen korte tijd bereikte hij de rang van luitenant. Na de burgeroorlog bleef hij in het Rode Leger, dat grote carrièrekansen bood.
Vlasovs broer was in de jaren 20 terechtgesteld wegens "anticommunistische samenzwering". Zijn vader overleed in 1929 als gevolg van Jozef Stalins agrarische politiek. Ondanks zijn twijfels over het communisme werd Vlasov in 1930 lid van de communistische partij om zijn militaire carrière te verzekeren. In de jaren 30 was hij docent aan militaire opleidingen in Moskou en Leningrad, om in 1938 te worden benoemd tot de hoge functie van chef van de militaire opleidingen. In die functie werd hij uitgezonden naar China, als militair adviseur van Chiang Kai-shek. Hierdoor overleefde hij Stalins Grote Zuivering. Na zijn terugkeer reorganiseerde Vlasov de 99e Divisie Fuseliers en werd hiervoor bevorderd tot generaal-majoor. In januari 1941 werd hij bevelhebber van het Vierde Gemechaniseerde Korps.

## Na de Duitse inval
Nadat in juni 1941 Duitsland de Sovjet-Unie was binnengevallen, moest het Vierde Gemechaniseerde Korps zich terugtrekken, met als gevolg dat Vlasov van zijn functie werd ontheven. Hierna werd hij aangesteld als bevelhebber van het 37e Leger. Ook in deze functie had Vlasov geen succes; door de Duitse overmacht raakte het 37e Leger omsingeld en viel de stad Kiev in Duitse handen. Wel slaagde Vlasov er in september 1941 in met een deel van zijn leger door de Duitse omsingeling te breken. Hierna kreeg hij van Stalin de taak de verdediging van Moskou op zich te nemen. Met beperkte middelen wisten de troepen onder Vlasovs leiding in december 1941 de Duitsers 200 kilometer terug te dringen, waardoor de Duitse omsingeling van Moskou werd doorbroken. Hij werd hiervoor beloond met de Orde van de Rode Banier en een bevordering tot luitenant-generaal. In deze functie kreeg hij van Stalin de opdracht de Duitse opmars naar Leningrad te verhinderen. Na maanden van gevechten werden Vlasovs troepen in juni 1942 in de moerassen bij Ljoeban met insluiting bedreigd door de Duitsers. Hoewel terugtrekking een totale insluiting had kunnen voorkomen weigerde Stalin hiervoor toestemming te geven. Op 24 juni stond Vlasov zijn troepen toe de moerassen in een zelf gekozen richting te verlaten, hetgeen neerkwam op overgave aan de Duitsers. Zelf zwierf Vlasov, vergezeld van enkele officieren en zijn kokkin, nog drie weken door de moerassen, in de overtuiging dat hij bij Stalin in ongenade was gevallen. Op 12 juli 1942 werd hij uiteindelijk gevangengenomen door de Duitsers.

## In gevangenschap
Na zijn gevangenneming werd Vlasov overgebracht naar Vinnitsa in Oekraïne, waar hij als gevangene 16901 in een kamp voor prominente krijgsgevangenen werd geïnterneerd. In dit kamp, waar hij ruimschoots de gelegenheid kreeg om na te denken, keerde Vlasov zich tegen het communisme, dat in zijn ogen de beloftes van vrede, brood en land niet was nagekomen en was uitgegroeid tot een wrede dictatuur die reeds miljoenen mensen het leven had gekost. Kolonel Vladimir Bojarski, oud-commandant van het Russisch Nationaal Volksleger (RNNA), zag in Vlasov de juiste man om zich aan het hoofd te stellen van een nog te vormen Russische bevrijdingsbeweging, die zowel het communisme zou moeten bestrijden als ook de belangen van de Russische bevolking moest verdedigen. Een dergelijke beweging kon Russische krijgsgevangenen een patriottisch alternatief voor collaboratie geven door onder eigen vlag te strijden in plaats van onder de Duitse.
Op 6 augustus 1942, twee weken na zijn aankomst in Vinniza, schreven Vlasov en Bojarski een memorandum aan het Oberkommando des Heeres, waarin zij aandrongen op de oprichting van een dergelijke beweging. Hoewel het OKH het verzoek afwees, conform Hitlers racistische opvattingen over Russen en andere Slavische volkeren, resulteerde het wel in contacten met de afdeling Fremde Heere Ost van de Wehrmacht waar veel Baltische en Ruslandduitsers werkten. Een van hen was kapitein Wilfried Strik-Strikfeldt, een oud-officier van het tsaristische leger en tevens werkzaam voor de afdeling Wehrmachtpropaganda waar hij mede verantwoordelijk was voor het opstellen van anti-stalinistische pamfletten. Sinds november 1941 spande hij zich bovendien, samen met vooraanstaande burgers van Smolensk, in voor de vorming van een Russische bevrijdingsbeweging, een zowel brede politieke als militaire organisatie die, in weerwil van de politiek van de nazi’s, op voet van gelijkwaardigheid aan Duitse zijde tegen het communisme zou moeten vechten en die zou moeten worden geleid door een "Russische De Gaulle", een prominente Sovjetofficier van onbesproken gedrag. Vlasov, die aan het gewenste profiel voldeed, werd vrijgelaten uit krijgsgevangenschap en overgebracht naar het hoofdkwartier van de afdeling Wehrmachtpropaganda in Berlijn, waar hij aan het hoofd werd gesteld van een groep overgelopen Russische officieren, de beoogde leiding van de nog op te richten Russische bevrijdingsbeweging.

## De Russische Bevrijdingsbeweging
De Russische Bevrijdingsbeweging profileerde zich voor het eerst in januari 1943 met haar politieke programma, het zogenaamde Smolensker Manifest, waaruit op de meeste punten een liberaal-democratische geest sprak en dat op grote schaal boven het front werd afgeworpen, zowel aan Duitse als aan Sovjetzijde. Hoewel het manifest niet leidde tot de gewenste groei van het aantal deserteurs uit het Rode Leger, waarschijnlijk vanwege het gestegen moreel na de overwinning van dat leger bij Stalingrad, vestigde het Vlasovs naam in de bezette gebieden en gaf het de Russische soldaten van de Wehrmacht een gevoel van eenheid en, althans in naam, een leider. Dit had onder meer tot gevolg dat de uniformering door de Russische bataljons werd aangepast met typisch Russische kenmerken en een insigne met de cyrillische letters ROA, de afkorting van Roesskaja Osvoboditelnaja Armija (Russisch Bevrijdingsleger) en dat de Russen een eigen krant kregen, Dobrovoljets (De Vrijwilliger) genaamd. In een andere uitgave van de beweging, het op Russische krijgsgevangenen en dwangarbeiders gerichte Zarja (Dageraad), publiceerde Vlasov in maart 1943 zijn open brief Waarom ik besloot tegen het Bolsjewisme te vechten.
Vergezeld door Strik-Strikfeldt reisde Vlasov door Duitsland en ontmoette hij tal van prominente nazi’s, wier invloed hij probeerde aan te wenden voor steun aan zijn beweging en voor betere leefomstandigheden voor Russische krijgsgevangenen en dwangarbeiders. Daarnaast bracht hij op uitnodiging van sympathiserende Wehrmachtofficieren tussen februari en mei 1943 twee bezoeken aan de bezette delen van Rusland. Het eerste bezoek ontsnapte nog aan de aandacht van de nazitop, maar nadat Vlasov tijdens het tweede bezoek de lokale bevolking op massabijeenkomsten opriep Rusland zelf te bevrijden van het communisme en geen slaaf van Duitsland te worden, grepen de nazi’s in. De vermeende propaganda-onderneming dreigde uit te groeien tot een echte volksbeweging en Vlasov presenteerde zich steeds meer als toekomstig Russisch staatshoofd. Hierop werd hem verboden nog enige politieke uitspraak te doen op straffe van opsluiting in een concentratiekamp. Na de Duitse nederlaag bij Koersk in september 1943, waarvan de Russische vrijwilligers door toedoen van SS-leider Heinrich Himmler ten onrechte de schuld kregen, werden de ROA-bataljons overgebracht naar West- en Zuid-Europa. Vlasov weigerde hierna aan het bevel van het OKH te voldoen om in een brief aan de vrijwilligers de verplaatsingen te rechtvaardigen en zo de ontstane onrust onder de Russen te beteugelen. Bovendien verbrak hij het directe contact met de overgeplaatste eenheden. Vlasovs weigering aan de troepenverplaatsing mee te werken werd door het OKH voortaan omzeild door zijn handtekening te vervalsen.

## Reactie van Sovjetzijde
Door de Sovjetautoriteiten en –pers werd het fenomeen Vlasov tot de zomer van 1943 stilgezwegen. Lange tijd had men geloofd dat Vlasovs naam tegen zijn wil werd gebruikt, en toen de communisten eenmaal beseften dat de populaire "Redder van Moskou" werkelijk probeerde het Stalinbewind omver te werpen, beperkte de reactie zich aanvankelijk tot pogingen tot karaktermoord. Pas nadat infiltratie in de Bevrijdingsbeweging mislukte werd ook geprobeerd Vlasov te vermoorden, eveneens zonder succes. Er werd geen poging ondernomen om het politieke programma van Vlasovs beweging onderuit te halen; in plaats daarvan werd het communisme als ideologie grotendeels vervangen door het Sovjetpatriottisme, waarin enkele populaire, vooral nationalistische punten uit Vlasovs programma werden overgenomen om de loyaliteit van de bevolking te winnen. Naarmate meer Russische eenheden van de Wehrmacht naar het westen werden verplaatst, het Duitse optreden in de bezette gebieden wreder werd en het Rode Leger meer successen boekte, nam de noodzaak de ideeën van Vlasov en de zijnen te bestrijden af. Wel namen de Sovjets het idee van een bevrijdingsbeweging gevormd door krijgsgevangenen over met de oprichting van het Nationalkomitee Freies Deutschland in juli 1943.

## Samenwerking met de SS

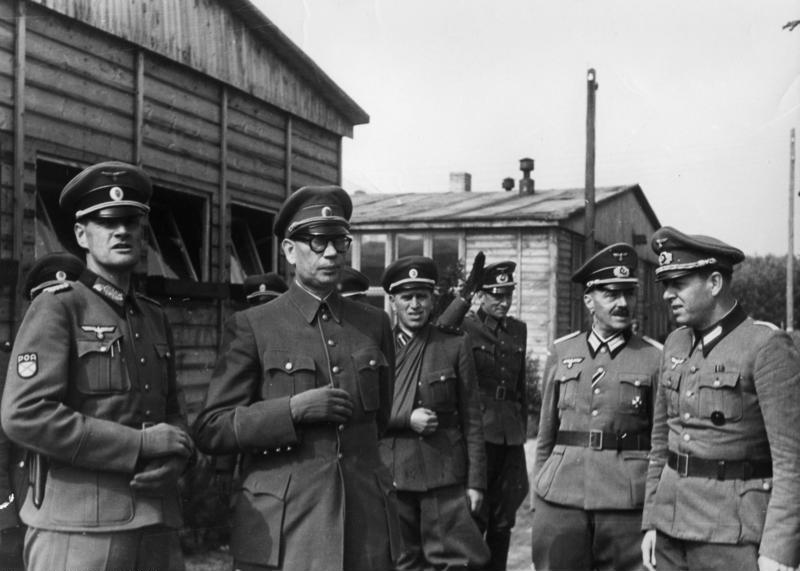
Vlasov in Dabendorf

Na het overplaatsen van "zijn" troepen en zijn weigering om te figureren als werktuig van de Duitse propaganda, leek Vlasovs rol te zijn uitgespeeld. Het enige wat nog over was van de Russische Bevrijdingsbeweging was de school voor propagandisten in Dabendorf, waar elke drie weken 300 Russische vrijwilligers officieel werden opgeleid tot frontpropagandist maar dat tevens als Vlasovs hoofdkwartier en officiersopleiding functioneerde. Uit solidariteit met Vlasov onthield Wehrmachtpropaganda zich van verdere propaganda-acties waarin diens naam zonder zijn toestemming werd gebruikt. Juist binnen de SS ontstond nu belangstelling voor Vlasov. 
Günther d'Alquen, hoofdredacteur van het SS-blad Das Schwarze Korps en bevelhebber van de propaganda-afdeling van de Waffen-SS, kreeg van zijn superieur Heinrich Himmler toestemming om de propaganda-actie Skorpion Ost, waarin soldaten van het Rode Leger werden opgeroepen te deserteren, te organiseren in samenwerking met leden van de Russische Bevrijdingsbeweging. Hoewel Vlasov persoonlijk niet betrokken was bij de actie was het isolement rond hem en zijn staf doorbroken. D’Alquen arrangeerde voor Vlasov een ontmoeting met SS-leider Himmler, die inmiddels van mening was veranderd over de gewapende inzet van Russen. 
Een dag voor deze afspraak, op 20 juli 1944, pleegde Claus Schenk von Stauffenberg een mislukte aanslag op Hitler, waardoor Himmler andere prioriteiten had. De contacten tussen Vlasov en de Wehrmacht waren inmiddels vrijwel verbroken; veel leden van de pro-Vlasovfractie binnen de Wehrmacht hadden behoord tot het verzet tegen Hitler en waren geëxecuteerd. Op 16 september vond de ontmoeting tussen Vlasov en Himmler alsnog plaats. Hierbij toonde Himmler, gedwongen door de sterk verslechterde militaire situatie en de toenemende onrust onder de 7 miljoen dwangarbeiders uit de Sovjet-Unie, zich bereid tot steun aan de oprichting van het Comité voor de Bevrijding van de Volkeren van Rusland en de militaire tak daarvan.

## Het Comité voor de Bevrijding van de Volkeren van Rusland
Het Comité voor de Bevrijding van de Volkeren van Rusland trad op 14 november 1944 in de openbaarheid met een grootste bijeenkomst in de burcht van Praag die werd bijgewoond door vertegenwoordigers van de Duitse regering, Russische militairen en arbeiders en vertegenwoordigers van enkele neutrale staten. Bij deze gelegenheid werd het Prager Manifest uitgegeven waaruit, net als eerder het Smolensker Manifest, een overwegend liberaal-democratisch gedachtegoed sprak. Op drie belangrijke punten week het Prager Manifest echter af van de voorganger. 
1. Ten eerste werd het bondgenootschap met Duitsland verdedigd als de enige mogelijkheid om de strijd tegen Stalin te organiseren, terwijl Duitsland in het Smolensker Manifest nog werd geroemd als voorvechter van een nieuw Europa.
2. Ten tweede bevatte het manifest een aantal passages die onder invloed van de solidaristische verzetsbeweging NTS waren opgenomen, een groepering waarvan de invloed eerder beperkt was gehouden, en die gingen over een nationaal arbeidssysteem, de ondergeschiktheid van de staat aan de natie en over de versterking van huwelijks- en gezinsbanden.
3. Het derde belangrijke verschil is dat het Prager Manifest zich uitspreekt voor het recht van zelfbeschikking van de volkeren van de Sovjet-Unie. Als concessie aan Himmler was in het manifest een passage opgenomen tegen de Britse en Amerikaanse "plutocraten".

Vlasov weigerde echter principieel ook antisemitische passages op te nemen. Ook in andere opzichten benadrukte het comité zijn onafhankelijkheid van Duitsland; zo knoopte het zelf betrekkingen aan met het Internationale Rode Kruis, Spanje, Slowakije, Kroatië en het Vaticaan. In januari 1945 ondertekende het comité een financieel verdrag met Duitsland, waarin de partijen een lening overeenkwamen die het KONR na de overwinning volledig zou terugbetalen. Het comité werd georganiseerd als een regering in ballingschap en telde verschillende afdelingen, onder andere Propaganda, Financiële Zaken, Buitenlandse Zaken en Volkshulp. Die laatste twee afdelingen spanden zich in voor een betere behandeling van de dwangarbeiders uit de Sovjet-Unie die in Duitsland te werk waren gesteld. 
In maart 1945 leidde dit tot een gelijkstelling van deze zogenaamde Ostarbeiter aan hun lotgenoten uit het westen, wat resulteerde in een gelijke betaling, beter voedsel, betere huisvesting en de afschaffing van lijfstraffen. Door dit succes kon het comité onder de dwangarbeiders op een groeiende populariteit rekenen. Anderzijds werd de positie van het comité verzwakt door de weigering van de andere nationale comités om zich onder het KONR te scharen; voor deze comités was de strijd tegen de Russische overheersing net zo belangrijk als die tegen het communisme. Alleen de Kalmukken schaarden zich achter Vlasov.

## Het VS-KONR
Het KONR kreeg een gewapende tak, VS-KONR (Strijdkrachten van het Comité voor de Bevrijding van de Volkeren van Rusland), genaamd, die in eerste instantie uit twee divisies zou bestaan. Het VS-KONR werd opgebouwd rond een kern van cursisten uit Dabendorf en de restanten van de twee Russische SS-divisies plus de Drushina, waarbij het RONA op last van Vlasov eerst grondig werd gezuiverd van criminele elementen. Ook een klein aantal Russische bataljons van het Heer werden bij het VS-KONR gevoegd. Het overgrote deel van de Russische soldaten in Duitse dienst bleef echter buiten Vlasovs bereik. Gerekruteerd werd dan ook vooral onder krijgsgevangenen en dwangarbeiders. Dit leverde in korte tijd bijna een half miljoen aanmeldingen op, genoeg voor 30 divisies. Hiervan werd echter maar een beperkt aantal kandidaten aangenomen, met name omdat de Duitse oorlogsindustrie de dwangarbeiders niet kon missen. Doordat tegelijkertijd het aantal deserteurs uit het Rode Leger weer flink toenam konden toch twee volledige divisies worden gevormd.
De twee divisies, eenvoudigweg aangeduid als 1e en 2e Divisie, werden opgebouwd onder auspiciën van het Ersaztsheer, het reserveleger van de Wehrmacht dat inmiddels onder bevel stond van Himmler, en kregen om administratieve redenen de Wehrmachtaanduidingen van respectievelijk 600e en 650e Infanteriedivisie. Door de Luftwaffe werd een kleine luchtmacht van het VS-KONR opgericht. Op 28 januari 1945 werd het commando over het VS-KONR overgedragen aan het KONR, dat de status van bondgenoot kreeg. Vlasov werd opperbevelhebber van het leger dat op dat moment bestond uit ongeveer 50.000 manschappen, die allen de eed hadden afgelegd op Vlasov en het bondgenootschap met Duitsland in plaats van op Hitler. In een bepaling was vastgelegd dat militairen van het VS-KONR alleen bevelen van hun eigen commandanten hoefden op te volgen. Om zijn onafhankelijkheid van de Duitsers verder te benadrukken weigerde hij de benoeming tot veldmaarschalk die Himmler hem had toebedacht. Op 2 maart beval hij zijn soldaten de Duitse Rijksadelaar van hun uniformen te verwijderen.
Alleen de 1e divisie en de luchtmacht kwamen daadwerkelijk in actie tegen het Rode Leger, tijdens een gezamenlijke actie bij Erlenhof op 13 april 1945. Diezelfde dag trouwde Vlasov met de weduwe van een gesneuvelde SS-arts. Met het naderen van de Duitse nederlaag, en in de overtuiging dat die gevolgd zou worden door een conflict tussen het westen en de Sovjet-Unie, trachtte Vlasov zijn troepen zo veel mogelijk te concentreren in Bohemen, in de hoop zich als grote anticommunistische strijdmacht aan de westelijke geallieerden te kunnen presenteren. Indien dat plan zou mislukken zou het VS-KONR naar het zuiden trekken om zich aan te sluiten bij de Servische Četniks van Draža Mihailović. De 1e Divisie speelde op 6 mei nog een doorslaggevende rol in de Praagse Opstand aan de zijde van de Tsjechen, overigens zonder medeweten van Vlasov die door drankproblemen vrijwel onbereikbaar was geworden, en trok daarna in westelijke richting. Voor zover de troepen van het VS-KONR de westerse linies wisten te bereiken werden ze genadeloos uitgeleverd aan de Sovjet-Unie. Alleen de 8000 manschappen van de luchtmacht, die zich als geheel had overgegeven aan de anti-communistische generaal George Patton die weigerde aan de uitlevering van de Russen mee te werken, ontsnapten aan dit lot. Vlasov zelf werd op 12 mei, onder de ogen van de Amerikanen, gearresteerd door een kapitein van het Rode Leger. Vlasov en andere vooraanstaande leden van het KONR werden na hun gevangenneming ruim een jaar lang opgesloten en gemarteld in de beruchte Loebjankagevangenis in Moskou. Tijdens een showproces op 31 juli en 1 augustus 1946 werden zij ter dood veroordeeld wegens terroristische en tegen de staat gerichte activiteiten en vervolgens opgehangen.

## Militaire loopbaan
- Generalmajor op 4 juni 1940[1]
- Generalleutenant op 24 januari 1942[1]

## Decoraties
- Orde van de Rode Banier (2) in 1940 en 2 januari 1942[2]
- Leninorde in 1941[2]
- Orde van de Gouden Draak (China) in 1939
- Jubileummedaille voor de 20e verjaardag van het Rode Leger[2]